# Le Bar-sur-Loup
Pour les articles homonymes, voir Bar.
Le Bar-sur-Loup est une commune française située dans le département des Alpes-Maritimes, en région Provence-Alpes-Côte d'Azur. Par décret du 27 mars 1961, Journal officiel du 1er avril 1961 avec effet au 2 avril 1961, Le Bar devient Le Bar-sur-Loup.
Ses habitants sont appelés les Aubarnois (Aubarnenc en occitan) ou les Barois.

## Géographie

### Localisation
Commune située à 9 km à l'est de la ville de Grasse et 19 km au nord-ouest de Cagnes-sur-Mer, à 17 km à l'ouest de Vence, ou bien encore 17 km au sud du village de Gréolières.
Nice, la préfecture des Alpes-Maritimes, est située à 31 km.

### Géologie et relief
Le Bar-sur-Loup est membre du parc naturel régional des Préalpes d'Azur.
La commune doit son nom au Loup, fleuve côtier qui la traverse, et qui se jette dans la mer près de Villeneuve-Loubet.

### Sismicité
Commune située dans une zone de sismicité moyenne,.

### Hydrographie et les eaux souterraines
Cours d'eau sur la commune :
- Le Loup (fleuve),
- Ruisseau des Escures.

### Climat
Pour des articles plus généraux, voir Climat de Provence-Alpes-Côte d'Azur et Climat des Alpes-Maritimes.
En 2010, le climat de la commune est de type climat méditerranéen franc, selon une étude du Centre national de la recherche scientifique s'appuyant sur une série de données couvrant la période 1971-2000. En 2020, Météo-France publie une typologie des climats de la France métropolitaine dans laquelle la commune est exposée à un climat méditerranéen et est dans la région climatique  Var, Alpes-Maritimes, caractérisée par une pluviométrie abondante en automne et en hiver (250 à 300 mm en automne), un très bon ensoleillement en été (fraction d’insolation > 75 %), un hiver doux (8 °C) et peu de brouillards.
Pour la période 1971-2000, la température annuelle moyenne est de 14,7 °C, avec une amplitude thermique annuelle de 15,9 °C. Le cumul annuel moyen de précipitations est de 963 mm, avec 6,6 jours de précipitations en janvier et 2,8 jours en juillet. Pour la période 1991-2020, la température moyenne annuelle observée sur la station météorologique de Météo-France la plus proche, « Valbonne-Sophia », sur la commune de Valbonne à 7 km à vol d'oiseau, est de 15,9 °C et le cumul annuel moyen de précipitations est de 920,3 mm. 
La température maximale relevée sur cette station est de 38 °C, atteinte le 24 août 2023 ; la température minimale est de −3,3 °C, atteinte le 11 février 2012,,.
Les paramètres climatiques de la commune ont été estimés pour le milieu du siècle (2041-2070) selon différents scénarios d'émission de gaz à effet de serre à partir des nouvelles projections climatiques de référence DRIAS-2020. Ils sont consultables sur un site dédié publié par Météo-France en novembre 2022.

### Voies de communications et transports

#### Voies routières
Départementale 2210 depuis Vence et D 6 de Cagnes-sur-Mer.

#### Transports en commun
- Transport en Provence-Alpes-Côte d'Azur
  - ZOU![11], réseau régional de transports publics via la ligne 651 (Grasse<>Vence)
  - Envibus[12], réseau des transports publics de la Communauté d'Agglomération Sophia Antipolis via la ligne 11 (Le Bar-sur-Loup<>Sophia-Antipolis) et le service de transport à la demande Icilà[13]

## Intercommunalité
Commune membre de la Communauté d'agglomération de Sophia Antipolis.

## Urbanisme
La commune dispose d'un plan local d'urbanisme,,,.

### Typologie
Au 1er janvier 2024, Le Bar-sur-Loup est catégorisée ceinture urbaine, selon la nouvelle grille communale de densité à 7 niveaux définie par l'Insee en 2022.
Elle appartient à l'unité urbaine de Nice, une agglomération intra-départementale dont elle est une commune de la banlieue,. Par ailleurs la commune fait partie de l'aire d'attraction du Bar-sur-Loup, dont elle est la commune-centre,. Cette aire, qui regroupe 1 communes, est catégorisée dans les aires de moins de 50 000 habitants,.

### Occupation des sols
L'occupation des sols de la commune, telle qu'elle ressort de la base de données européenne d’occupation biophysique des sols Corine Land Cover (CLC), est marquée par l'importance des forêts et milieux semi-naturels (67,1 % en 2018), en diminution par rapport à 1990 (73,6 %). La répartition détaillée en 2018 est la suivante : 
forêts (32,4 %), milieux à végétation arbustive et/ou herbacée (31,8 %), zones urbanisées (18,6 %), zones agricoles hétérogènes (4,4 %), prairies (4 %), espaces ouverts, sans ou avec peu de végétation (2,8 %), mines, décharges et chantiers (2,3 %), espaces verts artificialisés, non agricoles (1,9 %), zones industrielles ou commerciales et réseaux de communication (1,8 %).
L'évolution de l’occupation des sols de la commune et de ses infrastructures peut être observée sur les différentes représentations cartographiques du territoire : la carte de Cassini (XVIIIe siècle), la carte d'état-major (1820-1866) et les cartes ou photos aériennes de l'IGN pour la période actuelle (1950 à aujourd'hui).

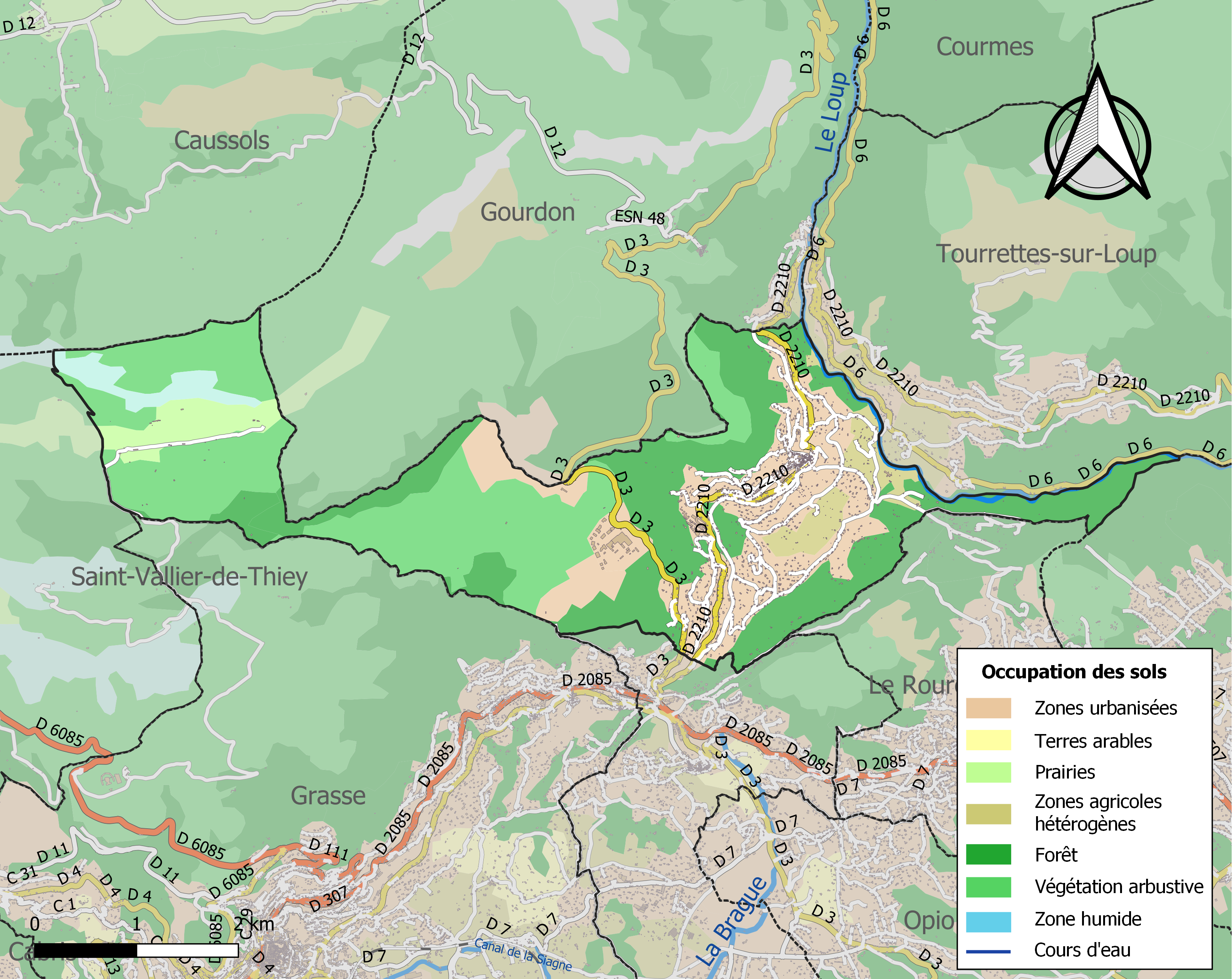
Carte de l'occupation des sols de la commune en 2018 (CLC).

## Économie

### Entreprises et commerces

#### Entreprise
- L'entreprise de parfums et arômes Mane a son siège social, 1 site industriel et 1 site logistique sur la commune, à proximité de Grasse. Il y a 1.700 employés sur ces sites[24].

#### Agriculture
- Agriculteur, culture de légumes, de melons, de racines et de tubercules.
- Élevage d'ovins et de caprins.
- Agrumiculture.
- Plantes à parfums, aromatiques et médicinales.

#### Tourisme
- Restaurants[25].
- Gîtes de France[26].
- Chambres d'hôtes0

#### Commerces
- Commerces de proximité.

## Toponymie
Originellement Albarn > Aubarn par extraction de l'article.

## Histoire

### Le Moyen Âge
La seigneurie du Bar qui appartenait jusqu'en 1235 aux comtes de Provence fut acquise par Rambaud, premier seigneur de Grasse du Bar, le 3 avril 1235, à Raymond Béranger, comte de Provence, le château du Bar resta la propriété de la famille de Grasse jusqu'en 1792.
La légendeUn comte de Bar ayant donné un bal en plein carême, les invités tombèrent morts. La danse macabre fut peinte pour commémorer ce châtiment céleste. On y voit la Mort, équipée en archer, tuer à coups de flèches les danseurs. Les âmes sortant de la bouche des cadavres sous la forme de petits personnages nus sont pesées dans la balance que tient saint Michel, aux pieds du Christ, et sont précipitées dans la gueule d'un monstre qui représente l'entrée de l'enfer.

### La période contemporaine
La commune dénommée "Le Bar" depuis 1930, devient Le Bar-sur-Loup le 2 avril 1961.

## Politique et administration

### Budget et fiscalité 2019

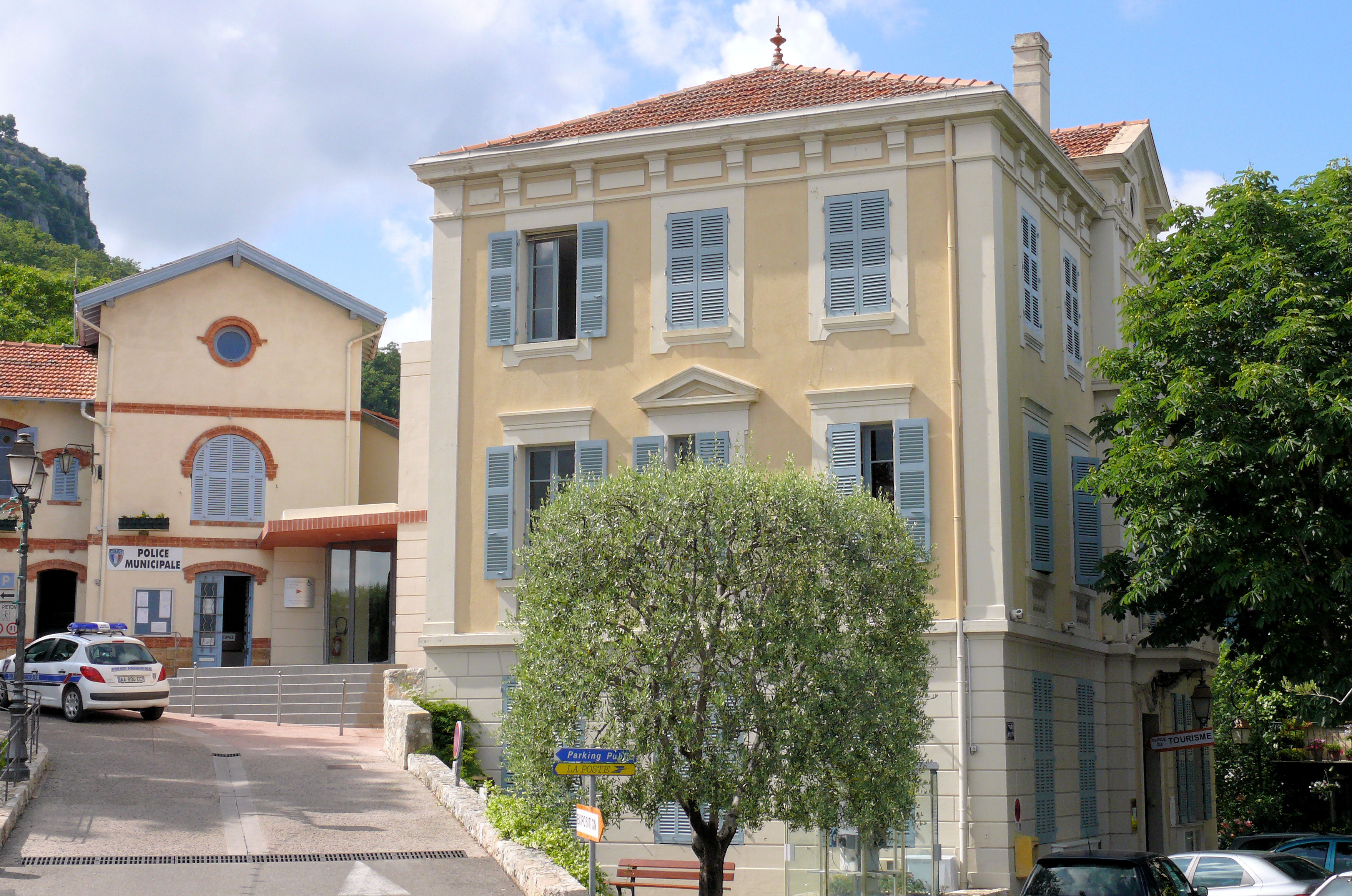
La mairie et le poste de la police municipale.

En 2019, le budget de la commune était constitué ainsi :
- total des produits de fonctionnement : 3 765 000 €, soit 1 238 € par habitant ;
- total des charges de fonctionnement : 3 447 000 €, soit 1 134 € par habitant ;
- total des ressources d'investissement : 2 872 000 €, soit 944 € par habitant ;
- total des emplois d'investissement : 3 510 000 €, soit 1 154 € par habitant ;
- endettement : 1 965 000 €, soit 646 € par habitant.

Avec les taux de fiscalité suivants :
- taxe d'habitation : 9,74 % ;
- taxe foncière sur les propriétés bâties : 5,67 % ;
- taxe foncière sur les propriétés non bâties : 26,14 % ;
- taxe additionnelle à la taxe foncière sur les propriétés non bâties : 0,00 % ;
- cotisation foncière des entreprises : 0,00 %.

Chiffres clés Revenus et pauvreté des ménages en 2017 : médiane en 2017 du revenu disponible, par unité de consommation : 23 500 €.

## Population et société

### Démographie

#### Évolution démographique
L'évolution du nombre d'habitants est connue à travers les recensements de la population effectués dans la commune depuis 1793. Pour les communes de moins de 10 000 habitants, une enquête de recensement portant sur toute la population est réalisée tous les cinq ans, les populations de référence des années intermédiaires étant quant à elles estimées par interpolation ou extrapolation. Pour la commune, le premier recensement exhaustif entrant dans le cadre du nouveau dispositif a été réalisé en 2008.

En 2022, la commune comptait 2 960 habitants, en évolution de −0,54 % par rapport à 2016 (Alpes-Maritimes : +2,85 %, France hors Mayotte : +2,11 %).
| 1793  | 1800  | 1806  | 1821  | 1831  | 1836  | 1841  | 1846  | 1851  |
| ----- | ----- | ----- | ----- | ----- | ----- | ----- | ----- | ----- |
| 1 206 | 1 143 | 1 149 | 1 315 | 1 504 | 1 680 | 1 626 | 1 603 | 1 629 |

| 1856  | 1861  | 1866  | 1872  | 1876  | 1881  | 1886  | 1891  | 1896  |
| ----- | ----- | ----- | ----- | ----- | ----- | ----- | ----- | ----- |
| 1 557 | 1 629 | 1 579 | 1 452 | 1 414 | 1 360 | 1 370 | 1 800 | 1 253 |

| 1901  | 1906  | 1911  | 1921  | 1926  | 1931  | 1936  | 1946  | 1954  |
| ----- | ----- | ----- | ----- | ----- | ----- | ----- | ----- | ----- |
| 1 294 | 1 335 | 1 406 | 1 185 | 1 306 | 1 403 | 1 421 | 1 222 | 1 308 |

| 1962  | 1968  | 1975  | 1982  | 1990  | 1999  | 2006  | 2008  | 2013  |
| ----- | ----- | ----- | ----- | ----- | ----- | ----- | ----- | ----- |
| 1 501 | 1 647 | 1 691 | 2 043 | 2 465 | 2 543 | 2 726 | 2 778 | 2 991 |

| 2018  | 2022  | - | - | - | - | - | - | - |
| ----- | ----- | - | - | - | - | - | - | - |
| 2 896 | 2 960 | - | - | - | - | - | - | - |

### Enseignement
Établissements d'enseignements :
- École maternelle,
- École primaire[43],
- Collège au Rouret
- Lycées à Grasse.

### Santé
Professionnels et établissements de santé :
- Médecins[45],
- Pharmacie,
- Établissement d'hébergement pour personnes âgées dépendantes (EHPAD)[46],
- Centre hospitalier de Grasse[47]

### Cultes
- Culte catholique, Paroisse Saint Antoine de Padoue[48], Diocèse de Nice.

## Culture locale et patrimoine

### Lieux et monuments
- L'église Saint-Jacques-le-Majeur. Le portail sculpté est remarquable. L'église abrite un retable de Bréa (XVIe siècle) ornant le maître-autel et des statues du XVIIe siècle[49]. Dans le fond de l'église se trouve une peinture sur bois du XVe siècle représentant une danse macabre[50]. L'église a été inscrite en 1940 sur l'inventaire supplémentaire des monuments historiques[51].
- Chapelle Saint-Claude du Bar-sur-Loup.
- Chapelle Saint-Jean anciennement Saint-Jean-Entre-Deux-Eaux du Bar-sur-Loup.
- Chapelle des Sœurs Trinitaires du Bar-sur-Loup.
- Chapelle Saint-Michel du Bar-sur-Loup.
- Monument aux morts, commémorant les victimes de la Première Guerre mondiale[52] et de la Seconde Guerre mondiale[53].
- Fortification d'agglomération[54].
- Le château des comtes de Grasse[55]: au sommet du bourg s'élève l'ancien château des comtes de Grasse, grande bâtisse du XVIe siècle, flanqué de tours[56].
- Monument à l'amiral François Joseph Paul, comte de Grasse, face à la mairie, contre le mur de l'église, dû au sculpteur Cyril de La Patellière, inaugurée le 10 octobre 1988 en présence de la municipalité Maffet, du maire de Grasse Hervé de Fontmichel et du comte Bruno Deydier de Pierrefeu. Un second exemplaire est érigé à Grasse, cours Honoré Cresp. Il remplace un buste qui se trouve à présent à l'entrée de l'école communale.
- La porte Sarrasine, aussi appelée porte de l'Hôpital. C'est la seule porte dans les remparts conservée[57].
- Le viaduc de Pont-de-Loup[58],[59] : au hameau de Pont-de-Loup à Tourrettes-sur-Loup, village proche du Bar-sur-Loup, on peut voir les ruines du viaduc, détruit par les occupants allemands qui avaient envahi ce village lors de la Seconde Guerre mondiale. La construction de ce viaduc a commencé en 1890 et s'est achevée en 1892. En 1944, les Allemands ont fait évacuer le village et ont fait exploser le viaduc. Plus tard, l'entreprise de la Compagnie des grands travaux de Marseille a ordonné la destruction du viaduc qui menaçait de s'écrouler. Les piliers considérés comme non dangereux, ont été conservés[60].

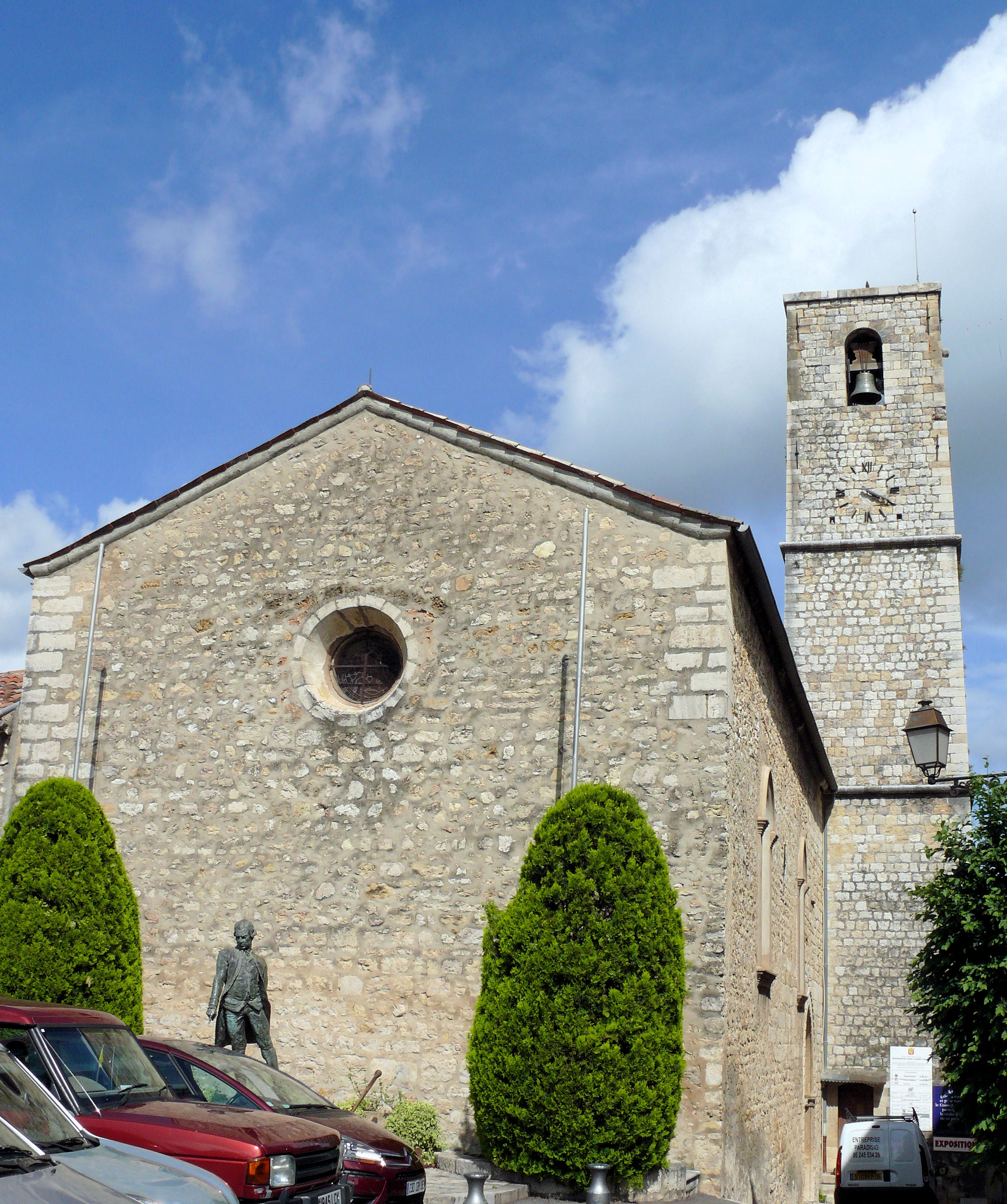
Église Saint-Jacques-le-Majeur.
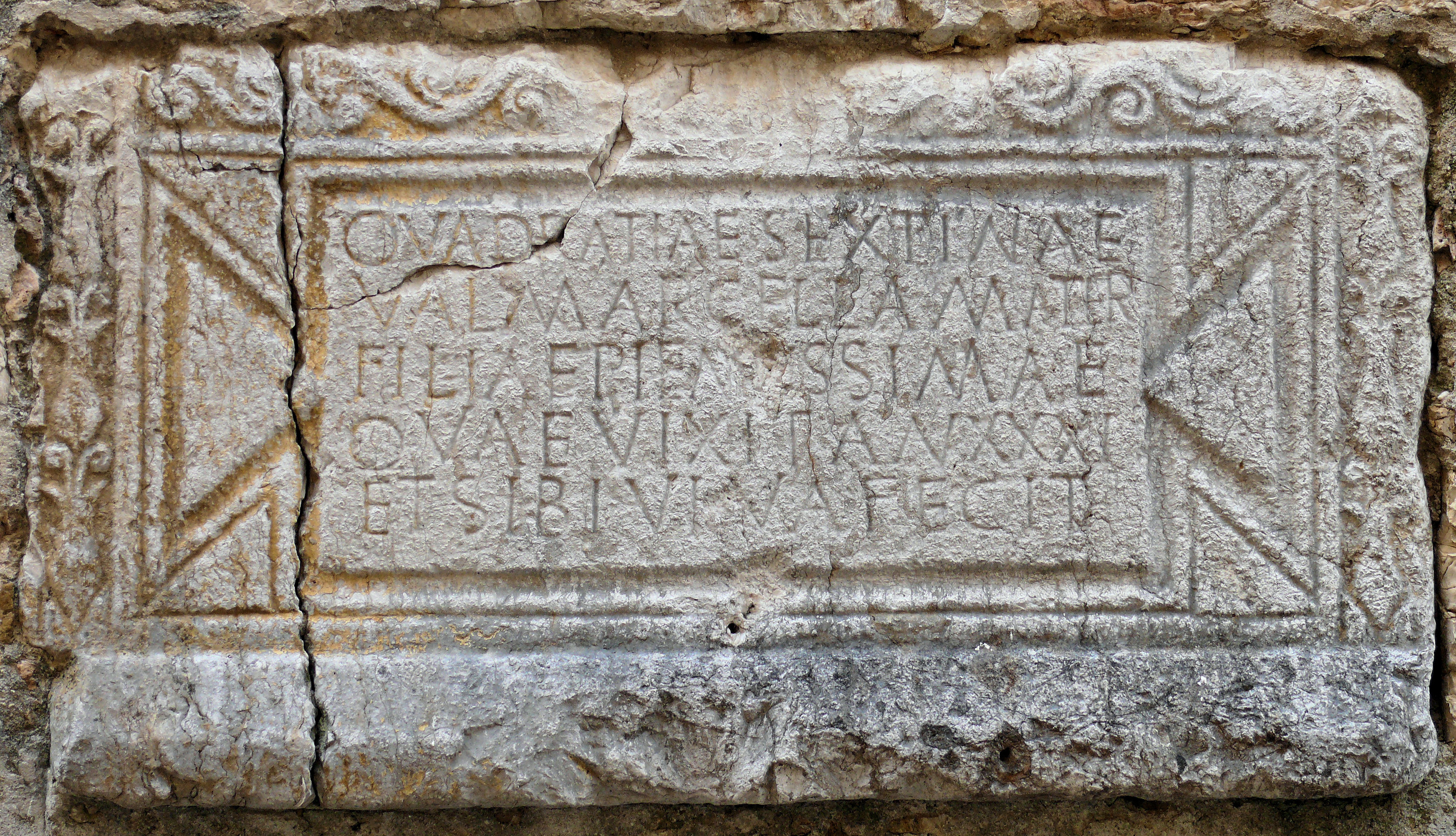
Plaque funéraire romaine encastrée dans le mur de l'église.
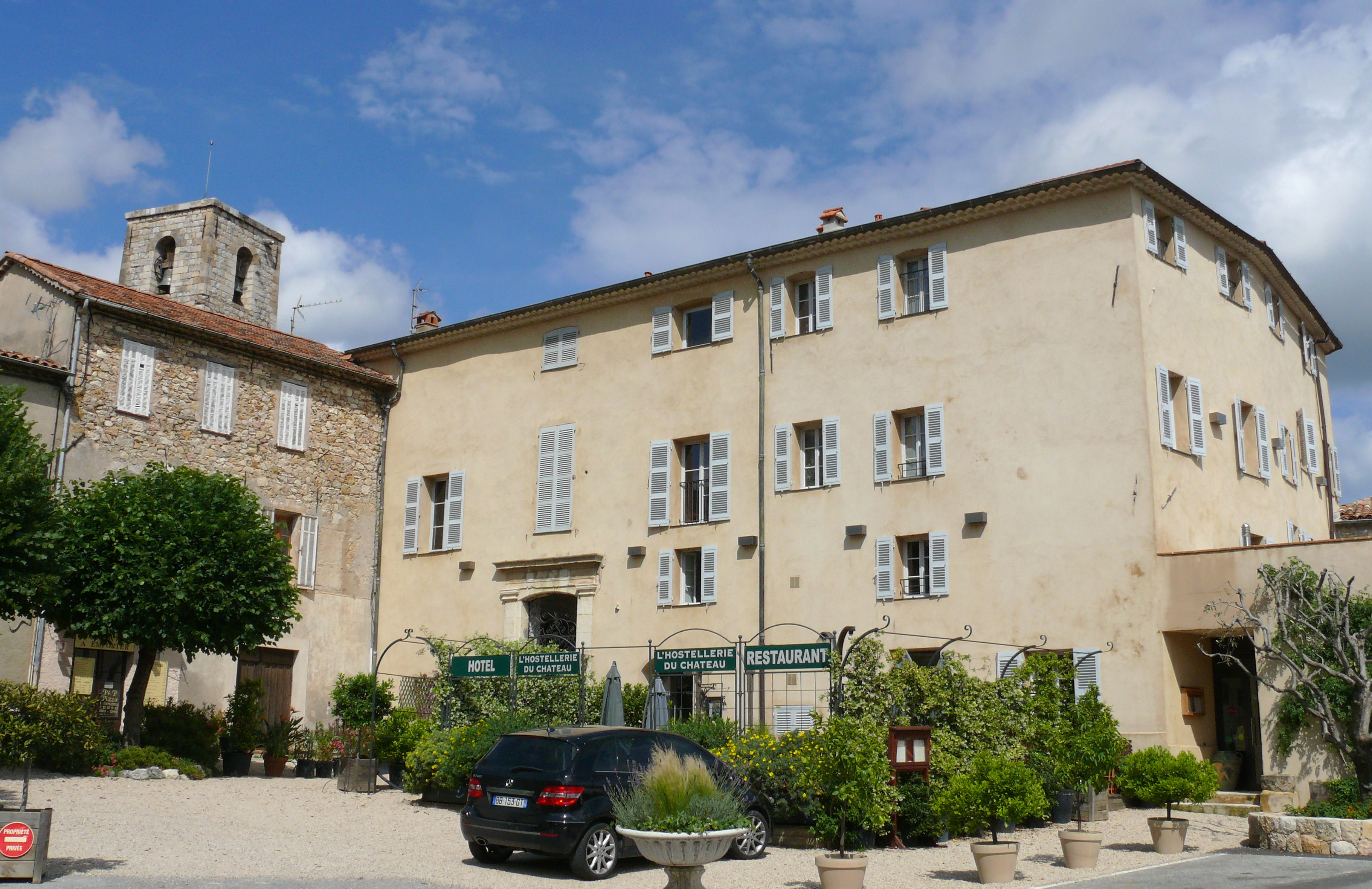
Le château des comtes de Grasse.
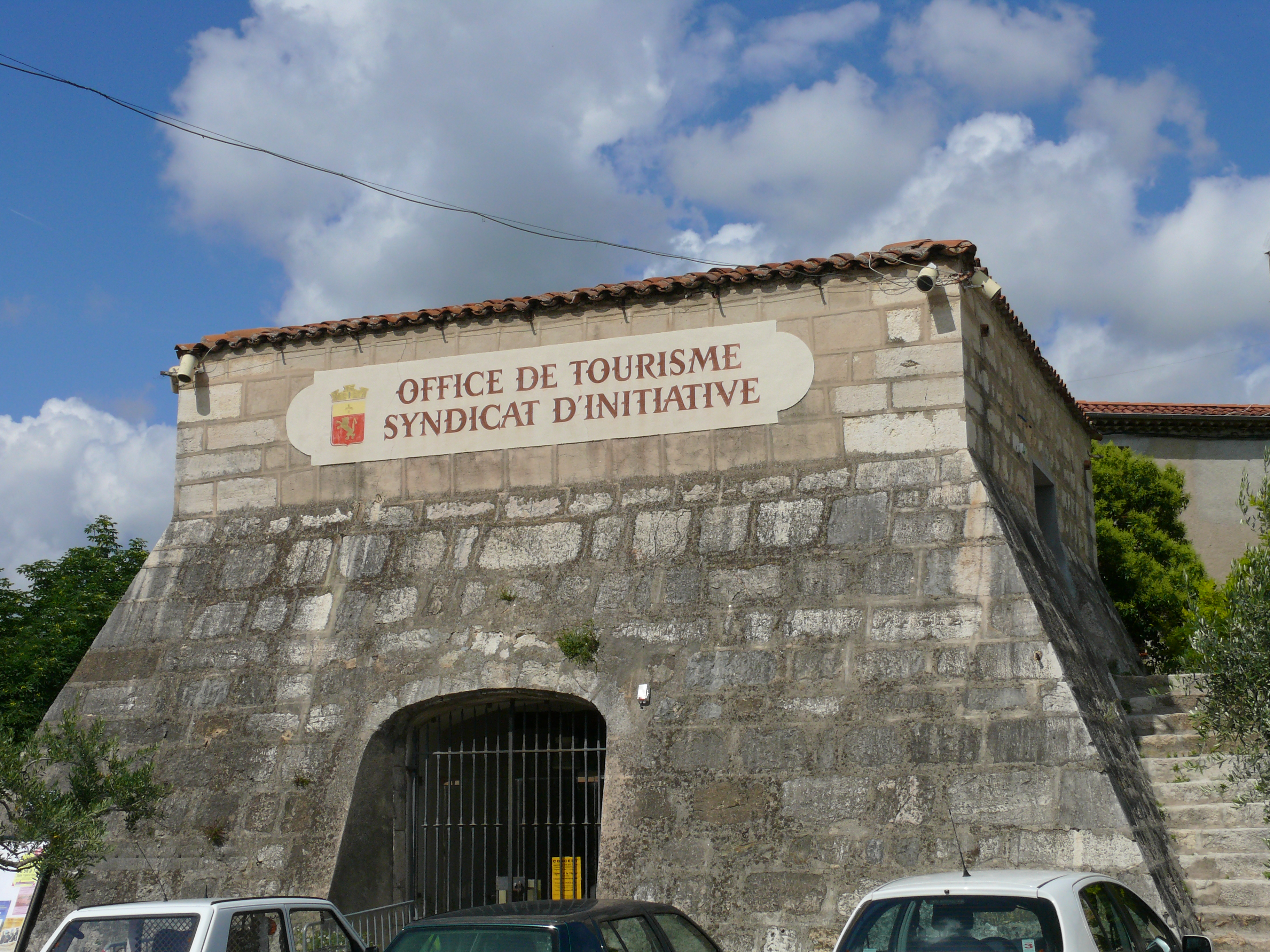
La base de l'ancien donjon.
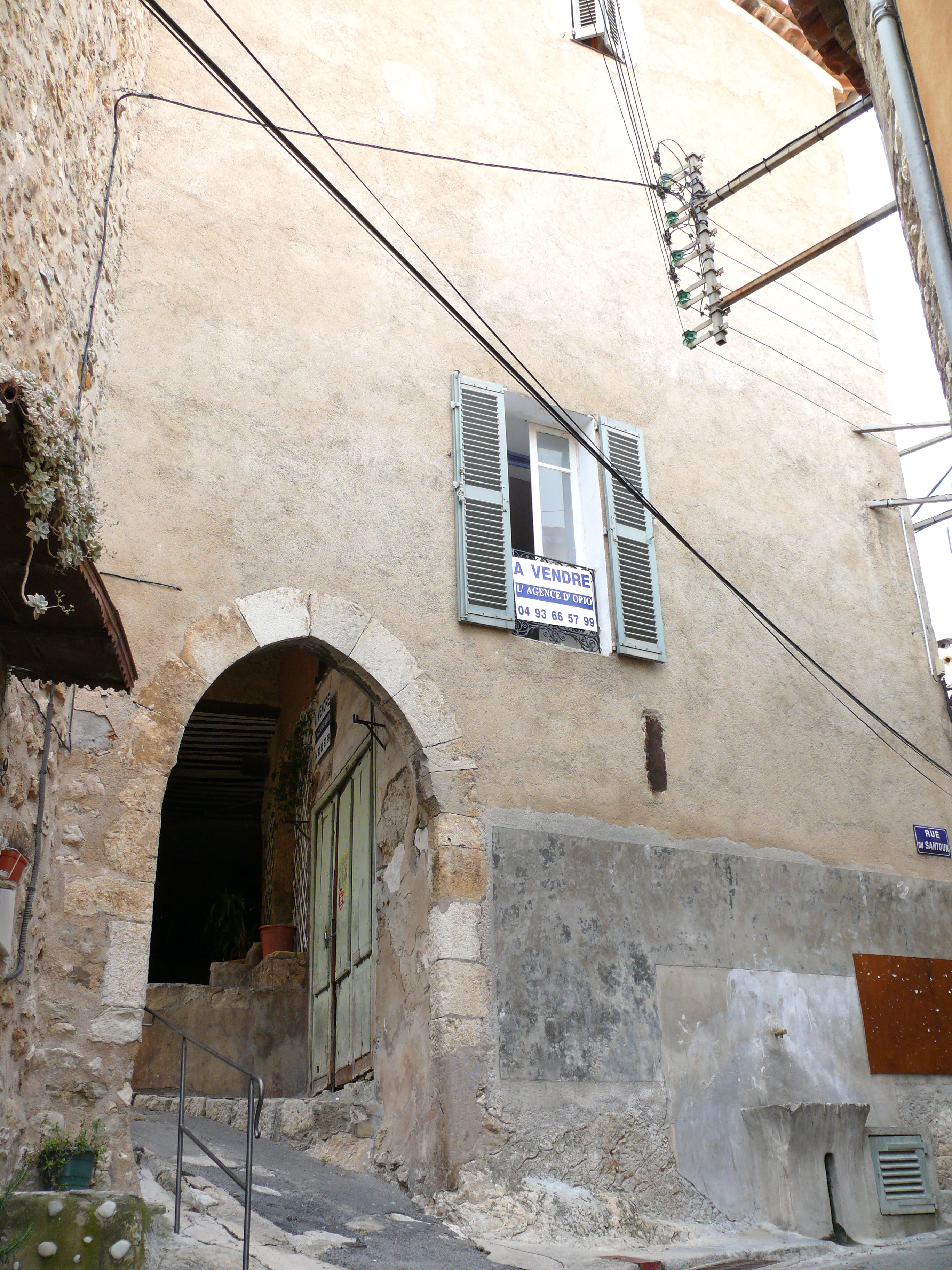
La porte Sarrasine.
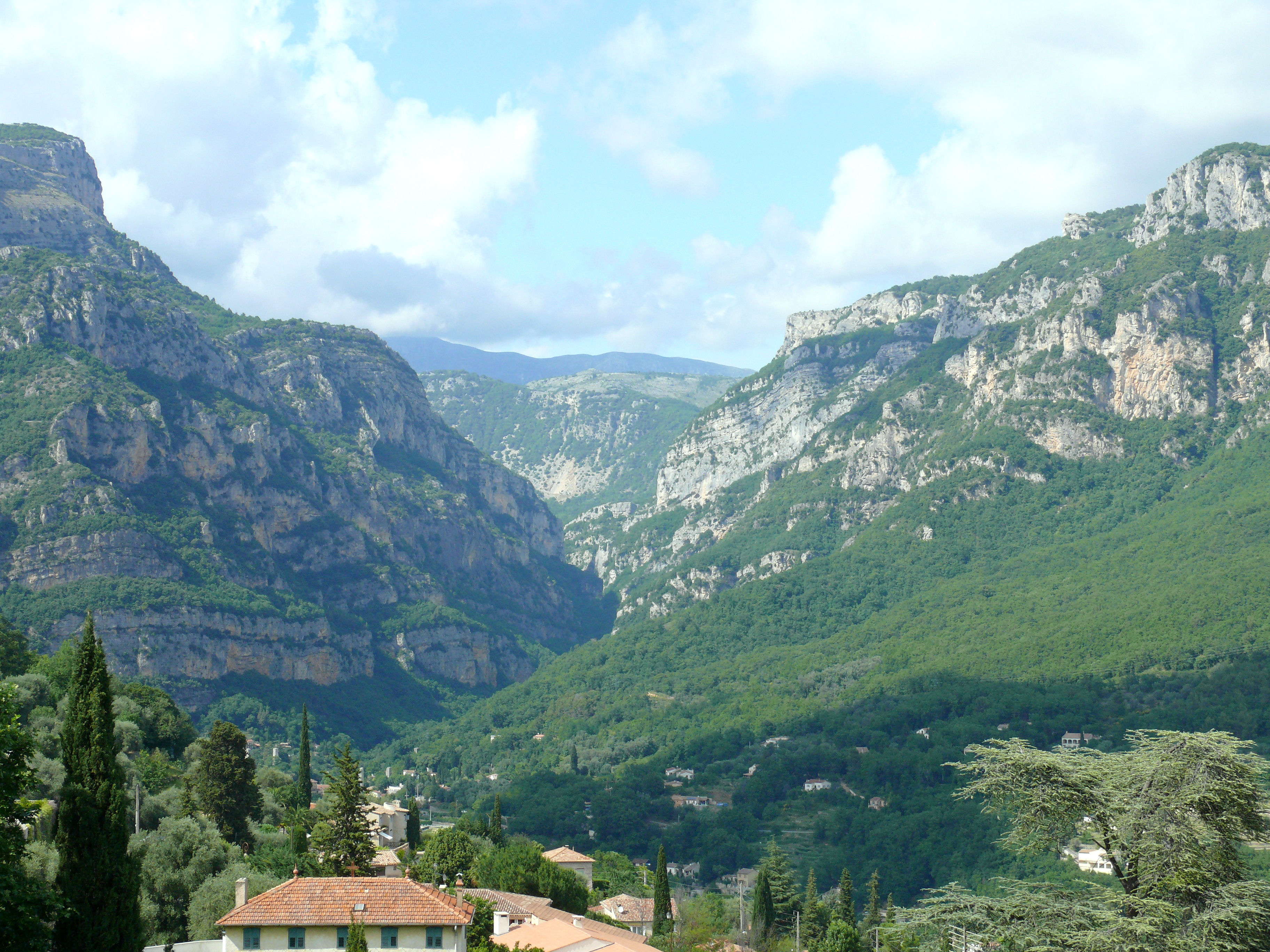
Les gorges du Loup vues de la place de l'Église.
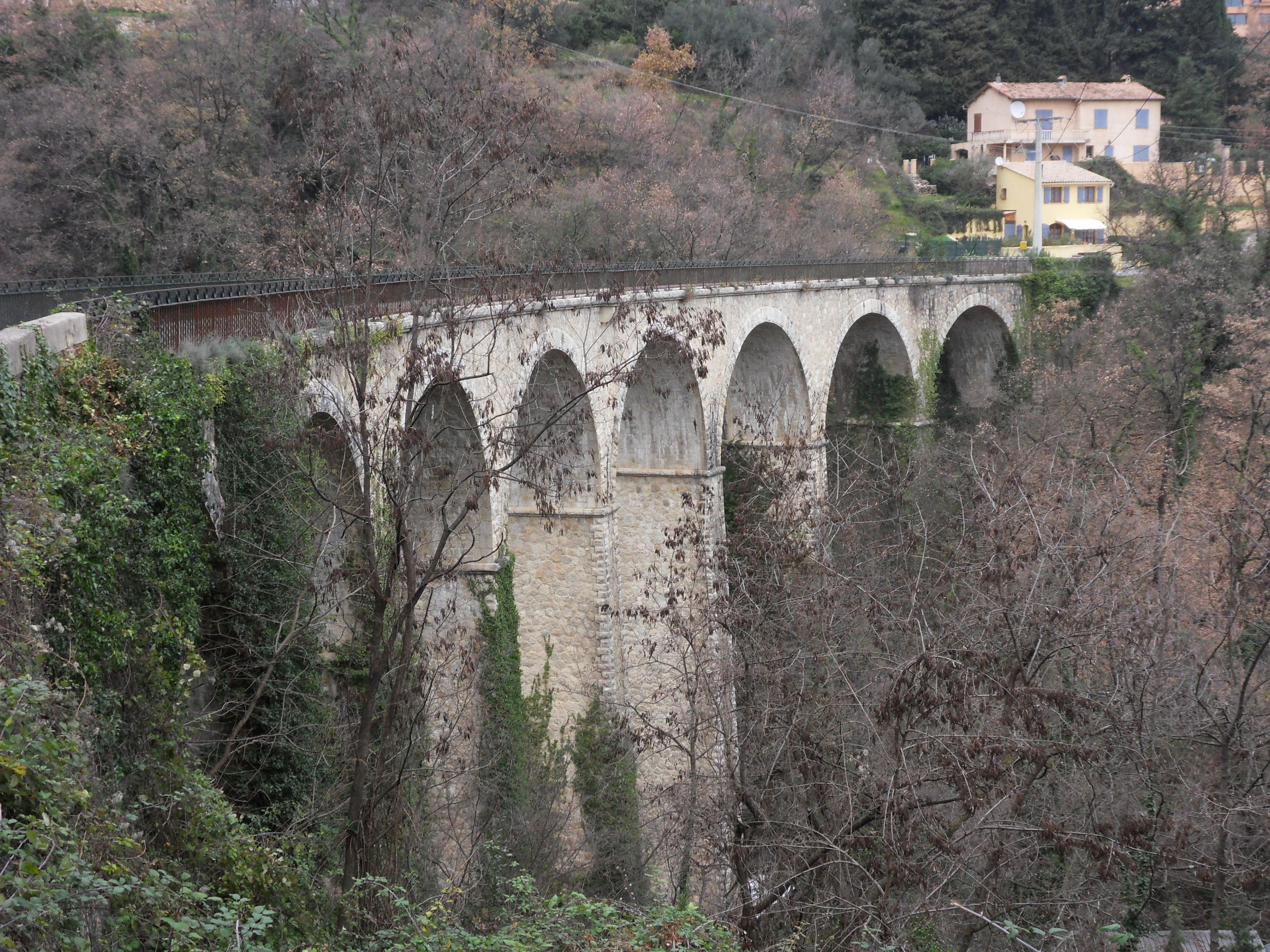
Viaduc du Riou de Bar.
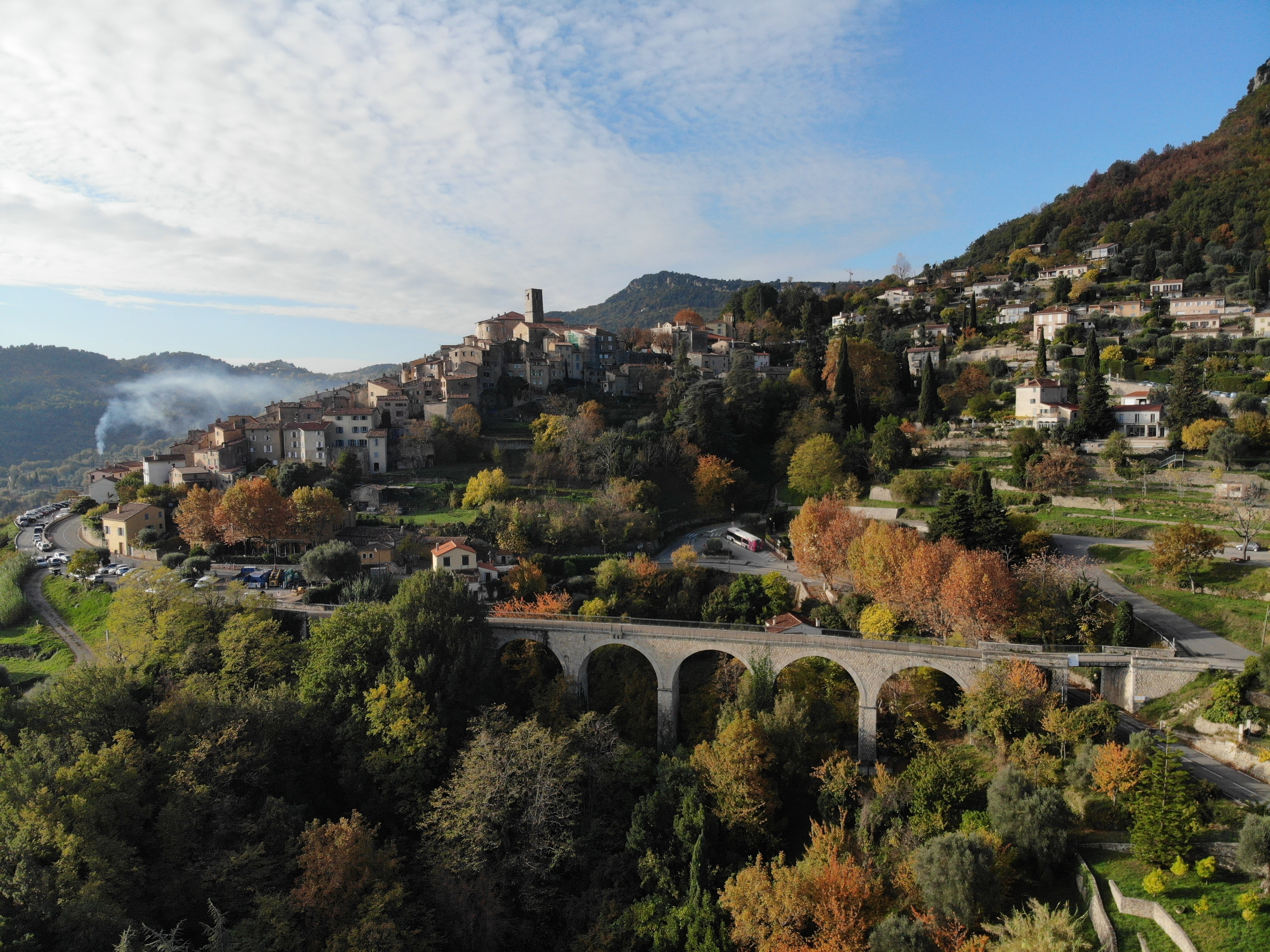
Le viaduc des Ribas au nord-est du village.

### Le Bar-sur-Loup dans l'art

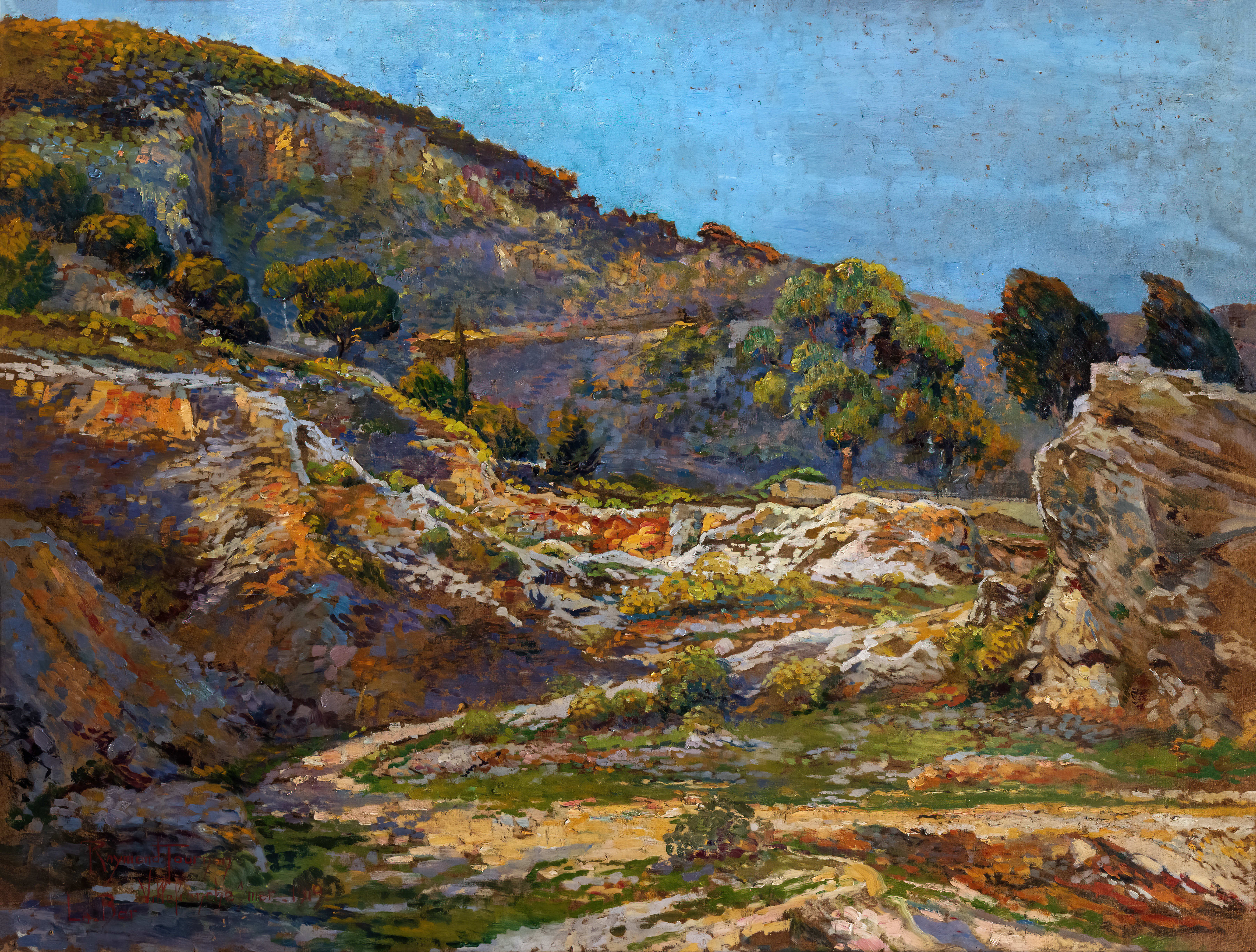
Raymond Tournon père, Le Bar (1919), musée des Beaux-Arts de Gaillac.

### Héraldique
| Blason de Bar-sur-Loup (Le) | Blason  | De gueules au lion d’or, au chef du même chargé d’une fleur de lys d’azur,. |
| Blason de Bar-sur-Loup (Le) | Détails | Le statut officiel du blason reste à déterminer.                            |

## Personnalités liées à la commune
- François Joseph Paul de Grasse (1722-1788), marquis de Grasse-Tilly, comte de Grasse y est né.
- Maximin Consolat (1785-1858), maire de Marseille de 1832 à 1843 y est né.
- Célestin Freinet (1896-1966). Ce dernier y fut instituteur du 1er janvier 1920 au 30 juillet 1928 et commença à concevoir et à mettre en œuvre ses techniques pédagogiques qu'il développa ensuite à Saint-Paul-de-Vence, après sa mutation, et à Vence dans sa propre école Freinet (ouverte en 1935).
- Élise Freinet (1989-1983)  participe avec son mari à la conception des techniques pédagogiques.
- Francis Ponge (1899-1988), y vécut de 1961 à sa mort.
- Cyril Esquirol (1969-), pilote d'enduro, quadruple vainqueur de la « Gilles Lalay Classic » y vit.

## Site internet
- Le Bar-sur-Loup
- Le Bar-sur-Loup, sur www.departement06.fr/patrimoine-par-commune/

## Jumelages
- Poquoson, ville des États-Unis dans l'État de Virginie
- Monterosso Grana, ville d'Italie de la province de Coni dans la région Piémont